# William M. Kavanaugh
William M. Kavanaugh (Eutaw, 1866. március 3. – Little Rock, 1915. február 21.) az Amerikai Egyesült Államok szenátora (Arkansas, 1913).